# Danza moderna

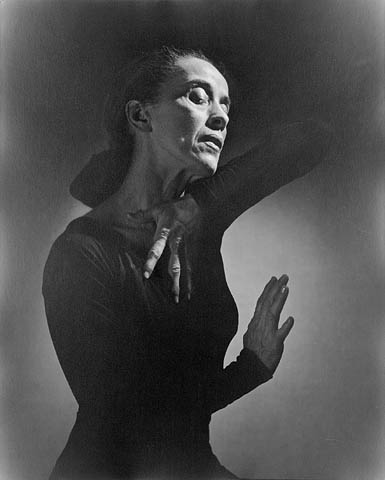
Martha Graham in 1948

La danza moderna es un género amplio de danza teatral o de concierto que incluye estilos de danza como el ballet, la danza folclórica, étnica, religiosa y social. Surgió principalmente en Europa y los Estados Unidos a fines del siglo XIX y principios del siglo XX. Durante esta época se consideró que se había desarrollado un tipo de rechazo o una rebelión contra el ballet clásico, y también como una forma de expresar preocupaciones sociales como factores socioeconómicos y culturales.
A fines del siglo XIX, artistas de danza moderna como Isadora Duncan, Maud Allan y Loie Fuller fueron pioneras en nuevas formas y prácticas en lo que ahora se llama danza estética o libre. Estos bailarines ignoraron el estricto vocabulario de movimientos del ballet (el conjunto particular y limitado de movimientos que se consideraban propios del ballet) y dejaron de usar corsés y zapatillas de punta en la búsqueda de una mayor libertad de movimiento.
A lo largo del siglo XX, las preocupaciones sociopolíticas, los principales acontecimientos históricos y el desarrollo de otras formas de arte contribuyeron al desarrollo continuo de la danza moderna en los Estados Unidos y Europa. Avanzando en la década de 1960, comenzaron a surgir nuevas ideas sobre la danza como respuesta a las formas de danza anteriores y a los cambios sociales. Finalmente, los artistas de la danza posmoderna rechazarían el formalismo de la danza moderna e incluirían elementos como la performance, el contact improvisación, la técnica de liberación y la improvisación.
La danza moderna estadounidense se puede dividir (aproximadamente) en tres períodos o eras. En el período moderno inicial (c. 1880–1923), caracterizado por el trabajo de Isadora Duncan, Loie Fuller, Ruth Saint Denis, Ted Shawn y Eleanor King, la práctica artística cambió radicalmente, pero las técnicas de danza moderna claramente diferenciadas aún no habían surgido. En el período moderno central (c. 1923-1946), los coreógrafos Martha Graham, Doris Humphrey, Katherine Dunham, Charles Weidman y Lester Horton buscaron desarrollar estilos de movimiento y vocabularios con identidad estadounidense, y desarrollaron sistemas de entrenamiento de danza definidos y reconocibles. En el período moderno tardío (c. 1946-1957), José Limón, Pearl Primus, Merce Cunningham, Talley Beatty, Erick Hawkins, Anna Sokolow, Anna Halprin y Paul Taylor introdujeron abstraccionismo y movimientos de vanguardia, y allanaron el camino para la danza posmoderna.
La danza moderna ha evolucionado con cada generación posterior de artistas participantes. El contenido artístico se ha transformado y cambiado de un coreógrafo a otro, al igual que los estilos y las técnicas. Artistas como Graham y Horton desarrollaron técnicas en el Período Moderno Central que todavía se enseñan en todo el mundo y existen muchos otros tipos de danza moderna en la actualidad.

## Antecedentes
A menudo se considera que la danza moderna surgió como un rechazo o una rebelión contra el ballet clásico, aunque los historiadores han sugerido que los cambios socioeconómicos tanto en los Estados Unidos como en Europa ayudaron a iniciar cambios en el mundo de la danza. En Estados Unidos, la creciente industrialización, el surgimiento de una clase media (que tenía más ingresos disponibles y tiempo libre) y el declive de las restricciones sociales victorianas condujeron, entre otros cambios, a un nuevo interés por la salud y la forma física. "Fue en este ambiente que estaba surgiendo una 'nueva danza' tanto del rechazo de las estructuras sociales como de la insatisfacción con el ballet". Durante ese mismo período, "los campeones de la educación física ayudaron a preparar el camino para la danza moderna y los ejercicios gimnásticos sirvieron como puntos de partida técnicos para las mujeres jóvenes que deseaban bailar". Las universidades femeninas comenzaron a ofrecer cursos de "danza estética" a fines de la década de 1880. Emil Rath, quien escribió extensamente sobre esta forma de arte emergente en ese momento, declaró:

La música y el movimiento corporal rítmico son hermanas gemelas del arte, ya que surgieron simultáneamente... hoy vemos en el trabajo artístico de Isadora Duncan, Maud Allan y otros el uso de una forma de danza que se esfuerza por retratar en movimientos lo que el maestro de la música expresa en sus composiciones—danza interpretativa.”

### Danza libre

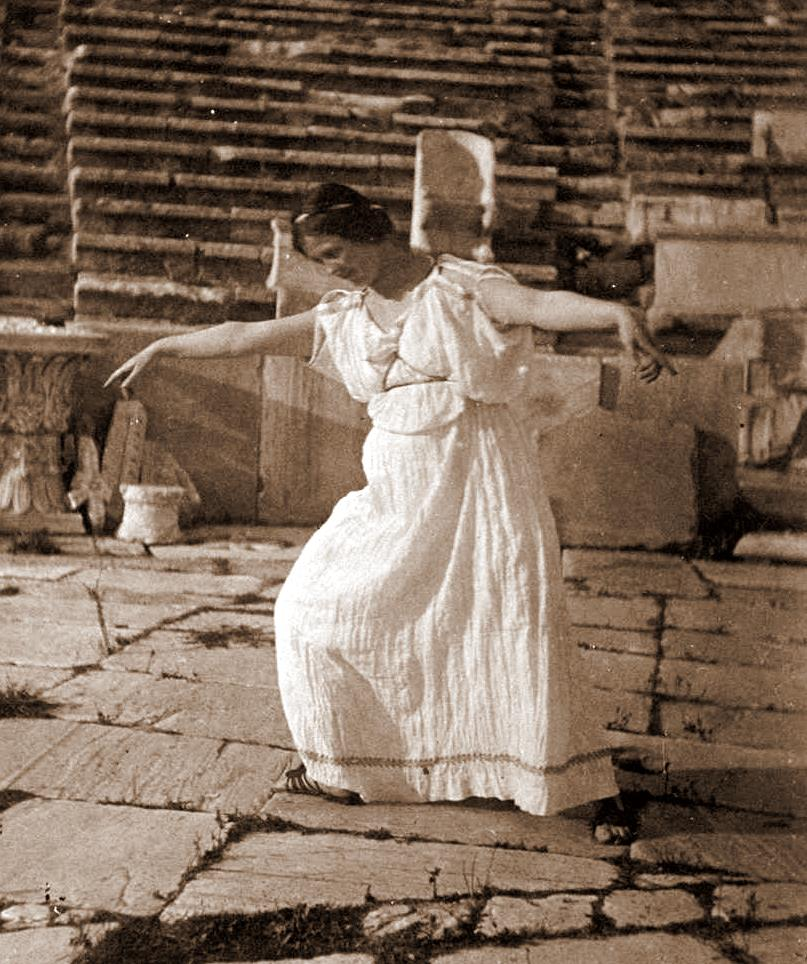
Isadora Duncan in 1903

La danza libre es una forma de danza del siglo XX que precedió a la danza moderna.
Isadora Duncan  fue una predecesora de la danza moderna con su énfasis en el centro o el torso, los pies descalzos, el cabello suelto, los trajes sueltos y la incorporación del humor en la expresión emocional. Se inspiró en las artes griegas clásicas, los bailes folclóricos, los bailes sociales, la naturaleza, las fuerzas naturales y el nuevo atletismo estadounidense, como saltar, correr, brincar y movimientos bruscos. Ella pensaba que el ballet era una gimnasia fea y sin sentido. Aunque regresó a los Estados Unidos en varios momentos de su vida, su trabajo no fue bien recibido allí. Regresó a Europa y murió en Niza en 1927.
Loie Fuller era una bailarina burlesca, que experimentaba con el efecto que tenía la iluminación de gas en sus trajes de seda. Fuller desarrolló una forma de movimiento natural y técnicas de improvisación que se utilizaron junto con su revolucionario equipo de iluminación y trajes de seda translúcidos. Ella patentó sus aparatos y métodos de iluminación escénica, que incluían el uso de geles de colores y productos químicos ardientes para la luminiscencia, y sus voluminosos trajes de seda para el escenario.
Ruth St. Denis influenciada por la actriz Sarah Bernhardt y la bailarina japonesa Sada Yacco, desarrolló sus "traducciones" de la cultura y la mitología indias. Sus actuaciones rápidamente se hicieron populares y realizó numerosas giras mientras investigaba la cultura y las artes asiáticas.

## Inicios de la Danza expresionista y moderna en Europa

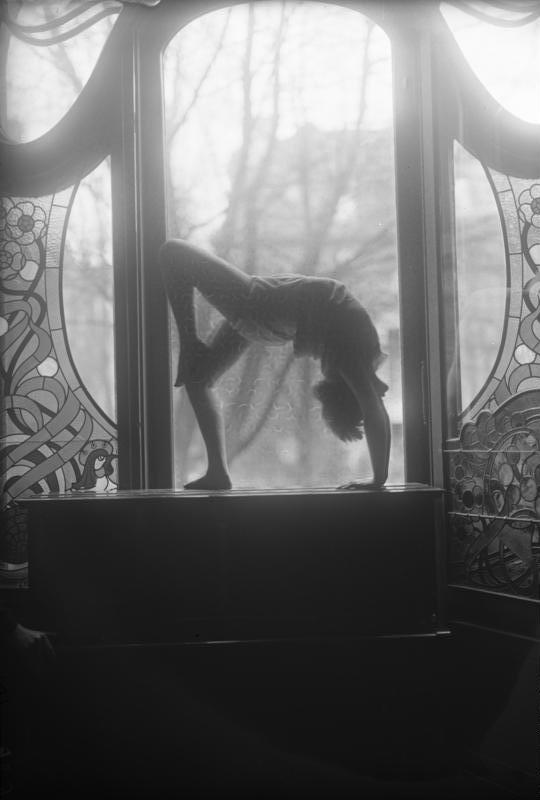
Bailarín en la Escuela Laban, Berlín 1929

En Europa, Mary Wigman en Alemania, Francois Delsarte, Émile Jaques-Dalcroze (método Dalcroze) y Rudolf von Laban desarrollaron teorías del movimiento y la expresión humanos, y métodos de instrucción que llevaron al desarrollo de la danza expresionista y moderna europea. Otros pioneros incluyeron a Kurt Jooss y Harald Kreutzberg.

## Danza radical
Inquietos por la Gran Depresión y la creciente amenaza del fascismo en Europa, los bailarines radicales intentaron crear conciencia dramatizando las crisis económicas, sociales, étnicas y políticas de su tiempo.
Hanya Holm, alumna de Mary Wigman e instructora en la Escuela Wigman de Dresde, fundó la Escuela de Danza Wigman de Nueva York en 1931 (que se convirtió en el Estudio Hanya Holm en 1936) presentando la técnica Wigman, las teorías de la dinámica espacial de Rudolf von Laban y más tarde sus propias técnicas de baile a la danza moderna estadounidense. Coreógrafa consumada, fue artista fundadora del primer American Dance Festival en Bennington (1934). El trabajo de danza de Holm Metropolitan Daily fue la primera composición de danza moderna que se televisó en NBC y su partitura de anotación Laban para Kiss Me, Kate (1948) fue la primera coreografía con derechos de autor en los Estados Unidos. Holm coreografió extensamente en los campos de la danza de concierto y el teatro musical.
Anna Sokolow, alumna de Martha Graham y Louis Horst, Sokolow creó su propia compañía de danza (alrededor de 1930). Presentando imágenes dramáticas contemporáneas, las composiciones de Sokolow eran generalmente abstractas, a menudo revelando el espectro completo de la experiencia humana que refleja la tensión y la alienación de la época y la verdad del movimiento humano.
José Limón, en 1946, luego de estudiar y actuar con Doris Humphrey y Charles Weidman, Limón estableció su propia compañía con Humphrey como director artístico. Fue bajo su tutoría que Limón creó su baile característico The Moor's Pavane (1949). Las obras coreográficas y la técnica de Limón siguen siendo una fuerte influencia en la práctica de la danza contemporánea.
Merce Cunningham, exalumno de ballet e intérprete con Martha Graham, presentó su primer concierto en solitario en Nueva York con John Cage en 1944. Influenciado por Cage y adoptando la ideología modernista utilizando procesos posmodernos, Cunningham introdujo procedimientos aleatorios y movimiento puro en la coreografía y la técnica de Cunningham. al canon de las técnicas de danza del siglo XX. Cunningham sentó las bases de la danza posmoderna con su obra abstracta no lineal, no culminante y no psicológica. En estas obras cada elemento es en sí mismo expresivo, y el observador (en gran parte) determina lo que comunica.
Erick Hawkins, alumno de George Balanchine, se convirtió en solista y en el primer bailarín de la compañía de danza de Martha Graham. En 1951, Hawkins, interesado en el nuevo campo de la kinesiología, abrió su propia escuela y desarrolló su propia técnica (técnica de Hawkins), precursora de la mayoría de las técnicas de danza somática.
Paul Taylor, estudiante de la Escuela Juilliard y de la Connecticut College School of Dance. En 1952 su actuación en el American Dance Festival atrajo la atención de varios coreógrafos importantes. Actuando en las compañías de Merce Cunningham, Martha Graham y George Balanchine (en ese orden), fundó la Paul Taylor Dance Company en 1954. El uso de gestos cotidianos y la ideología modernista es característico de su coreografía. Los exmiembros de Paul Taylor Dance Company incluyeron a Twyla Tharp, Laura Dean, Dan Waggoner y Senta Driver.
Alwin Nikolais, alumno de Hanya Holm. El uso de multimedia por parte de Nikolais en obras como Masks, Props, and Mobiles (1953), Totem (1960) y Count Down (1979) no fue igualado por otros coreógrafos. Presentando a menudo a sus bailarines en espacios constrictivos y vestuarios con sonidos y escenarios complicados, centró su atención en las tareas físicas de superar los obstáculos que les ponía en el camino. Nikolais vio al bailarín no como un artista de la autoexpresión, sino como un talento que podía investigar las propiedades del espacio físico y el movimiento.

## En los Estados Unidos

### Inicios de la danza moderna

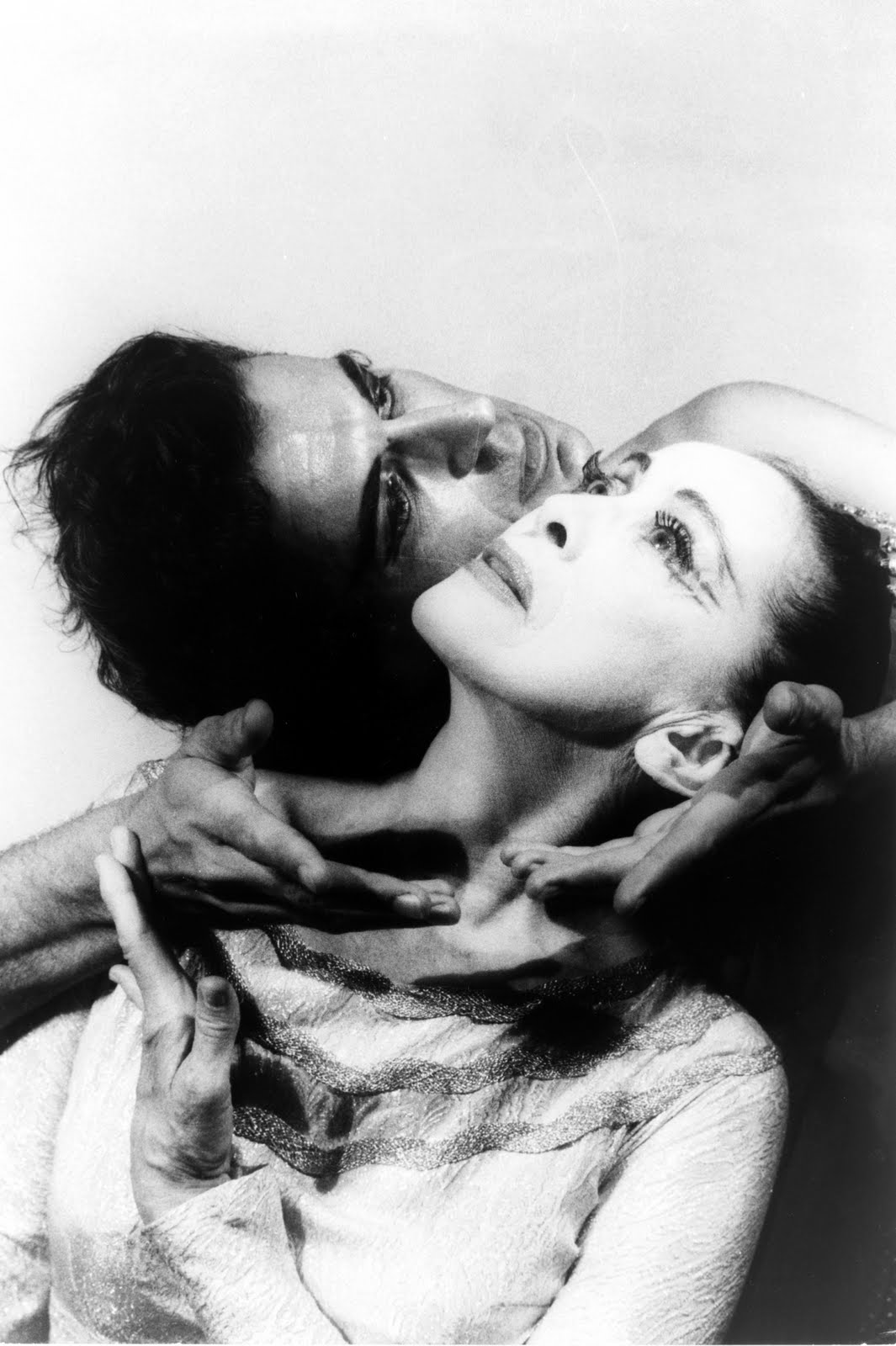
Martha Graham y Bertram Ross en 1961; foto de Carl van Vechten

En 1915, Ruth St. Denis fundó la escuela y compañía de danza Denishawn con su esposo Ted Shawn. Martha Graham, Doris Humphrey y Charles Weidman fueron alumnos de la escuela y miembros de la compañía de danza. En busca de una audiencia más amplia y más receptiva para su trabajo, Duncan, Fuller y Ruth St. Denis realizaron una gira por Europa. Martha Graham es a menudo considerada como la madre fundadora de la Danza de concierto moderna del siglo XX. Graham vio el ballet como demasiado unilateral: europeo, imperialista y antiestadounidense. Se convirtió en estudiante de la escuela Denishawn en 1916 y luego se mudó a la ciudad de Nueva York en 1923, donde actuó en comedias musicales, teatros de variedades y trabajó en su propia coreografía. Graham desarrolló su propia técnica de baile, la técnica Graham, que giraba en torno a los conceptos de contracción y liberación. En las enseñanzas de Graham, ella quería que sus alumnos "Sintieran". "Sentir" significa tener un mayor sentido de conciencia de estar pegado al suelo y, al mismo tiempo, sentir la energía en todo el cuerpo, extendiéndola a la audiencia. Sus principales contribuciones a la danza son el enfoque del "centro" del cuerpo (en contraste con el énfasis del ballet en las extremidades), la coordinación entre la respiración y el movimiento, y la relación del bailarín con el suelo.

### Popularización
En 1927, los periódicos comenzaron a asignar regularmente críticos de danza, como Walter Terry y Edwin Denby, quienes abordaban las representaciones desde el punto de vista de un especialista en movimiento en lugar de un crítico de música o teatro. Los educadores aceptaron la danza moderna en los planes de estudios universitarios, primero como parte de la educación física y luego como arte escénico. Muchos profesores universitarios se formaron en la Escuela de Danza de Verano de Bennington, establecida en Bennington College en 1934. Sobre el programa de Bennington, Agnes de Mille escribió: "... hubo una excelente mezcla de todo tipo de artistas, músicos y diseñadores, y en segundo lugar, porque todos los responsables de reservar la serie de conciertos universitarios en todo el continente estaban reunidos allí... libres de las restricciones limitantes de las tres grandes gerencias monopolísticas, que presionaban por la preferencia de sus clientes europeos. la primera vez que se contrataron bailarines estadounidenses para hacer una gira por Estados Unidos, y esto marcó el comienzo de su solvencia".

### Afroamericana

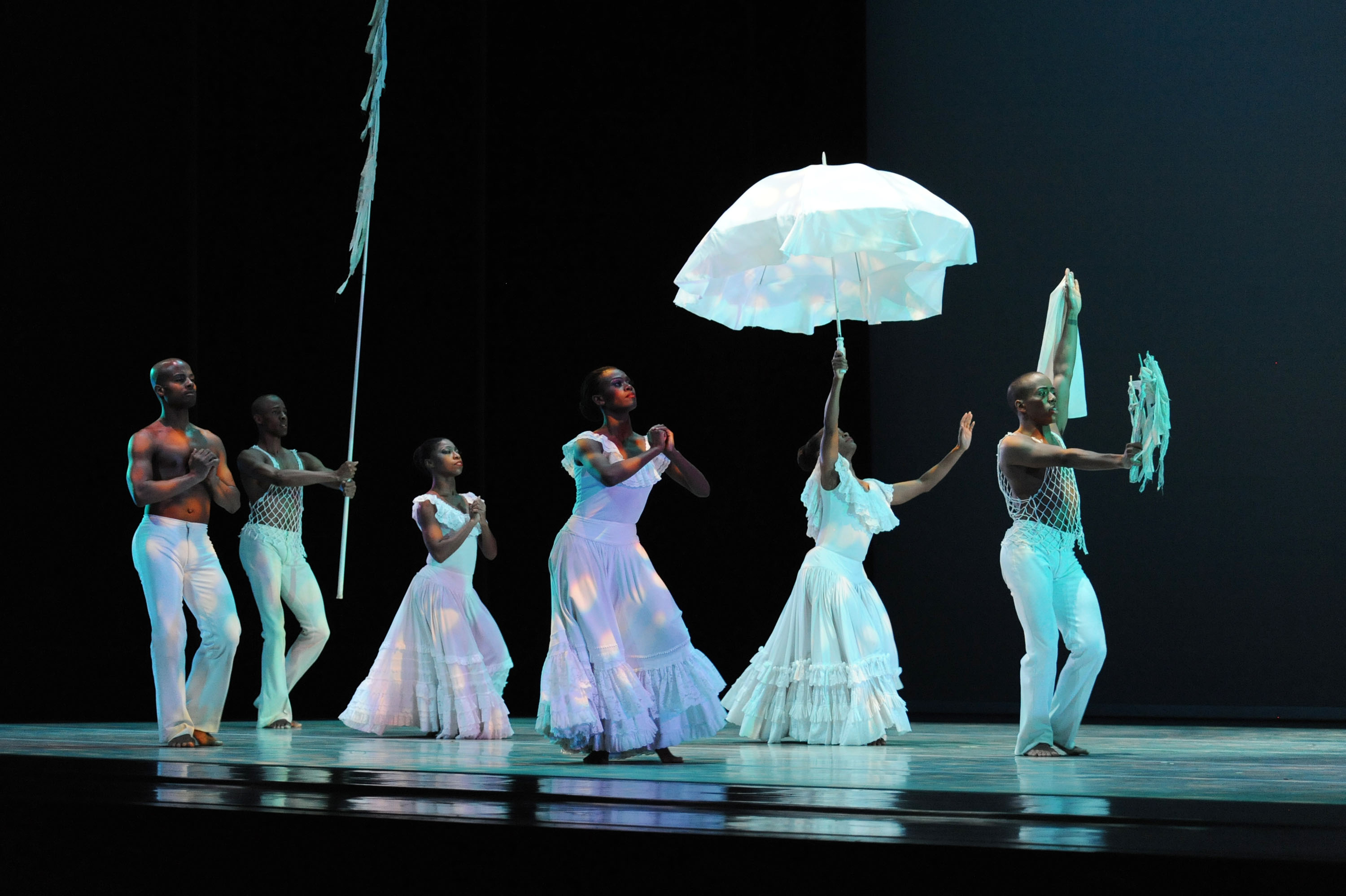
La compañía Alvin Ailey American Dance Theater bailando "Revelations" en 2011.

La danza afroamericana mezcló la danza moderna con el movimiento africano y caribeño (torso y columna vertebral flexibles, pelvis articulada, aislamiento de las extremidades y movimiento polirrítmico). Katherine Dunham se formó en ballet, fundó Ballet Negre en 1936 y luego Katherine Dunham Dance Company con sede en Chicago. En 1945, abrió una escuela en Nueva York, enseñando Técnica Katherine Dunham, movimiento africano y caribeño integrado con ballet y danza moderna. Pearl Primus se basó en las danzas africanas y caribeñas para crear fuertes obras dramáticas caracterizadas por grandes saltos. A menudo basaba sus bailes en el trabajo de escritores negros y en cuestiones raciales, como The Negro Speaks of Rivers de Langston Hughes de 1944 y Strange Fruit de Lewis Allan de 1945. Su compañía de danza se convirtió en el Pearl Primus Dance Language Institute. Alvin Ailey estudió con Lester Horton, Bella Lewitzky y más tarde Martha Graham. Pasó varios años trabajando tanto en concierto como en danza teatral. En 1958, Ailey y un grupo de jóvenes bailarines afroamericanos actuaron como el Alvin Ailey American Dance Theatre en Nueva York. Se basó en sus "recuerdos de sangre" de Texas, el blues, los espirituales y el evangelio como inspiración. Su obra más popular y aclamada por la crítica es Revelations (1960).

## Legado de la danza moderna
El legado de la danza moderna se puede ver en el linaje de las formas de danza de concierto del siglo XX. Aunque a menudo producen formas de danza divergentes, muchos artistas fundamentales de la danza comparten una herencia común que se remonta a la danza libre.

### Danza posmoderna
La danza posmoderna se desarrolló en la década de 1960 en Estados Unidos cuando la sociedad cuestionó verdades e ideologías en la política y el arte. Este período estuvo marcado por la experimentación social y cultural en las artes. Los coreógrafos ya no crearon "escuelas" o "estilos" específicos. Las influencias de diferentes períodos de la danza se volvieron más vagas y fragmentadas.

### Danza contemporánea
La danza contemporánea surgió en la década de 1950 como la forma de danza que combina los elementos de la danza moderna y los elementos del ballet clásico. Puede utilizar elementos de culturas de danza no occidentales, como la danza africana con las rodillas dobladas como rasgo característico, y el Butoh, la danza contemporánea japonesa que se desarrolló en la década de 1950.  Incorpora influencias europeas modernas, a través del trabajo de pioneros como Isadora Duncan.
Según Treva Bedinghaus, «los bailarines modernos usan el baile para expresar sus emociones más íntimas, a menudo para acercarse a sí mismos. Antes de intentar coreografiar una rutina, el bailarín moderno decide qué emociones tratar de transmitir a la audiencia. Muchos bailarines modernos elegir un tema cercano y querido para sus corazones, como un amor perdido o un fracaso personal. El bailarín elegirá música que se relacione con la historia que desea contar, o elegirá no usar música en absoluto, y luego elegirá un disfraz para reflejan sus emociones elegidas».

## Los maestros y sus alumnos

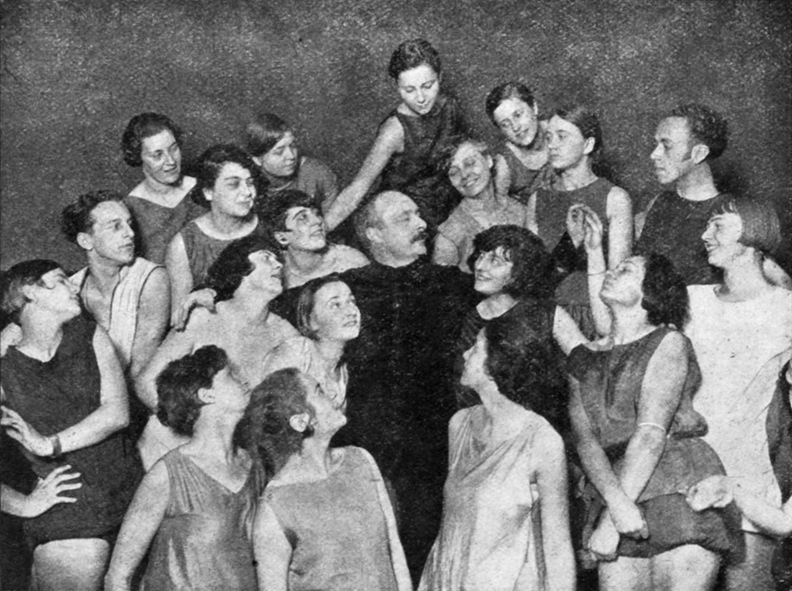
Rudolf von Laban y sus alumnos en la escuela de danza, Berlín 1929

Esta lista ilustra algunas relaciones importantes entre maestro y alumno en la danza moderna.
- Loie Fuller
- Isadora Duncan - Técnica Duncan
- Grete Wiesenthal
- Ruth St. Denis
  - Ted Shawn - Fundamentos de Shawn
  - Denishawn (escuela y compañía)
    - Doris Humphrey y Charles Weidman -The Art of Making Dances (Humphrey)
      - Escuela Humphrey-Weidman school—Técnica Humphrey-Weidman (caída y recuperación)
        - José Limón - Técnica Limón

    - Martha Graham - Técnica Graham (y Louis Horst)
      - Erick Hawkins (via George Balanchine) - Técnica Hawkins
      - Anna Sokolow
      - May O'Donnell
      - Merce Cunningham - Técnica Cunningham
        - Yvonne Rainer
        - Margaret Jenkins
        - Steve Paxton
        - Richard Alston

      - Paul Taylor
        - Twyla Tharp

      - Trisha Brown
      - Ohad Naharin
- Lester Horton - "Técnica Horton"
  - Bella Lewitzky
  - Alvin Ailey
- Rudolf von Laban
  - Kurt Jooss
    - Pina Bausch (Danza teatro)

  - Mary Wigman (Danza expresionista)
    - Ursula Cain
      - Heike Hennig (Dancing with Time)

    - Hanya Holm
      - Valerie Bettis
      - Alwin Nikolais—decentralización
        - Murray Louis
        - Beverly Schmidt Blossom
- Émile Jaques-Dalcroze
  - Mary Wigman
  - Marie Rambert
- Katherine Dunham—Técnica Katherine Dunham
- Pearl Primus
  - Garth Fagan
- Helen Tamiris
  - Daniel Nagrin